# Corallistes masoni
Corallistes masoni är en svampdjursart som först beskrevs av James Scott Bowerbank 1869.  Corallistes masoni ingår i släktet Corallistes och familjen Corallistidae. Inga underarter finns listade i Catalogue of Life.